# باري مون
باري مون (بالإنجليزية: Parry Moon) هو مهندس أمريكي، ولد في 14 فبراير 1898 في بيفر دام في الولايات المتحدة، وتوفي في 4 مارس 1988.